# Penjades
Penjades (títol original: Hanging Up) és una pel·lícula estatunidenca dirigida per Diane Keaton, estrenada l'any 2000, que explica la història de tres germanes que han d'afrontar la malaltia del seu pare moribund tot i que no han tingut mai relacions particulars amb aquest-últim. El film posa en escena Diane Keaton, Meg Ryan, Lisa Kudrow i Walter Matthau (que interpreta aquí el seu últim film). El film és basat en el llibre del mateix nom de Delia Ephron. Ha estat doblada al català.

## Argument
Georgia Mozell, Eve Mozell Marks i Madeline Mozell són tres germanes adultes. Georgia (Diane Keaton) és la redactora en cap d'una revista que porta el seu nom; Eve (Meg Ryan) és una organitzadora de recepcions que és la mare del grup, del seu pare però també de les seves germanes; Madeline (Lisa Kudrow), la petita, actua en un fulletó i intenta afirmar la seva pròpia identitat davant de les seves germanes. Però quan Lou Mozell (Walter Matthau), el seu pare, abandonat per la seva dona fa molts anys, es troba hospitalitzat, Eve ha de prendre totes les decisions...

## Repartiment
- Meg Ryan: Eve Mozell Marks
- Diane Keaton: Georgia Mozell
- Lisa Kudrow: Maddy Mozell
- Walter Matthau: Lou Mozell
- Adam Arkin: Joe Marks
- Shaun Duke: Dr. Omar Kunundar
- Ann Bortolotti: Ogmed Kunundar
- Cloris Leachman: Pat Mozell
- Maree Cheatham: Angie
- Myndy Crist: Dr Kelly
- Libby Hudson: Libby
- Jesse James: Jesse Marks
- Edie McClurg: Esther
- Tracee Ellis Ross: Kim
- Celia Weston: Madge Turner
- Bob Kirsh: representant de la Nixon Library
- Stephanie Ittleson: Victoria
- Venessia Valentino: infermera a Mesh Window
- R.A. Buck: Gay Man
- Phil Levesque: Gay Man
- Paige Wolfe: Eve amb 6 anys
- Charles Matthau: Lou, de jove
- Ethan Dampf: Jesse amb 4 anys
- Mary Beth Papa/Papa: mare a la festa
- Catherine Paolone: metge
- Carol Mansell: dona que reconeix Maddy

## Al voltant de la pel·lícula
- Aquest film marca l'última aparició de Walter Matthau al cinema. Arran del seu estat de salut al llarg del rodatge, li van diagnosticar càncer de colon per segona vegada a la seva vida el novembre de 1999, poc temps després que el rodatge hagués acabat. Va morir set mesos més tard i quatre mesos després de l'estrena del film, l'1 de juliol del 2000.
- Crítica: "Keaton mostra els seus dots per a l'aldarull (...) Catàleg de tòpics en el qual se salva un novament esplèndid Matthau"[3]
- El film es va rodar a Califòrnia, on té lloc l'acció.